# ニーベルンゲンヴェルケ
ニーベルンゲンヴェルク（独：Nibelungenwerk、日：ニーベルンゲン工場）工場規模拡大後は複数形のニーベルンゲンヴェルケ（Nibelungenwerke）。略称はニーヴェルク（Ni-Werk）。軍需企業のシュタイア・ダイムラー・プフが所有していたこの工場は、ナチス・ドイツで最大かつ最も近代的な戦車生産工場で、第二次世界大戦の終わりまでにIV号戦車の全生産量の半分以上が生産された。

## 概要
1938年3月のオーストリア併合後、四カ年計画の一環としてリンツ地域に軍備センターが設立され、装甲用鋼板製造のためのオーパードナウ製鉄所（Eisenwerke Oberdonau）と、戦車の最終組み立てのためのニーベルンゲン工場から構成された。後者は1939年から、鉄道ジャンクションがあるニーダーエスターライヒ州のザンクト・ヴァレンティン市近くのヘルツォグラートの森の中に6,500万ライヒスマルクで兵器工場を建設する計画に基づいていた。
主な出資者はヘルマン・ゲーリング国家工場だった。陸軍兵器局とシュタイア・ダイムラー・プフの機械建設部門は、共同で生産施設を計画した。とりわけ、ベルリンにあったラインメタル・ボルジッヒの子会社であるアルケットでの戦車生産の経験が活かされた。スペースと設備は非常に余裕をもって設計され、開業は1942年に行われた。最終的な拡張では月間生産能力は320輌になる予定だったが、これは達成できなかった。
同じⅣ号戦車を製造していたフォマークを除き、装甲戦闘車両を製造する軍需企業の大半は新規建設プロジェクトが凍結されていたが、同社は影響を受けなかった。これは、オーストリアが1943年まで"ドイツ帝国の防空壕"と見なされていたこと、および四カ年計画の責任者だったゲーリングが拡張を支持したという事実による。
防諜のための工場のコードネームは"おもちゃ工場"（Spielwarenfabrik）だった。

### 規模の拡大

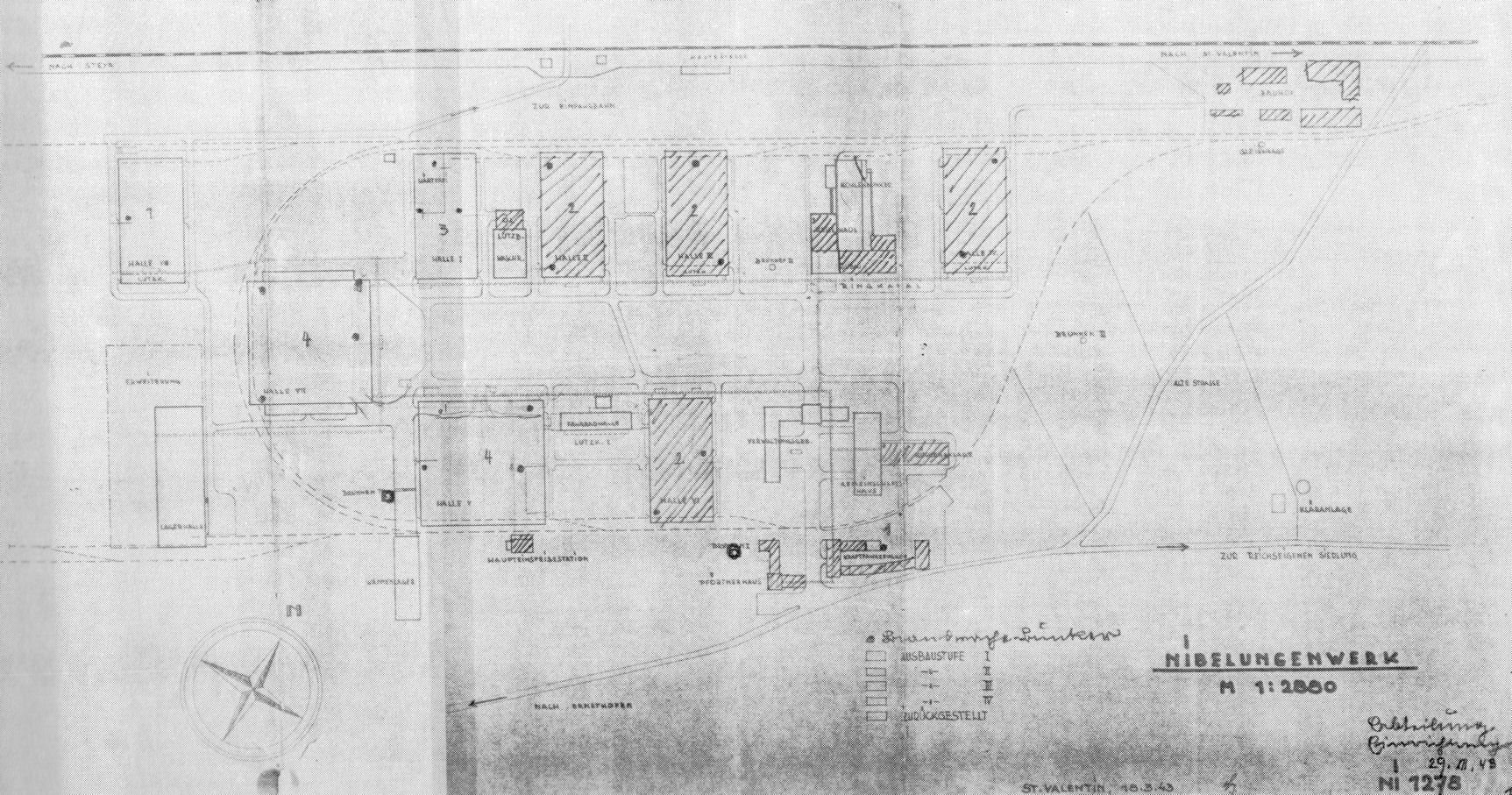
1943年からの工場拡張の計画(ハッチング: 現存する建物、点: 自衛消防隊の退避壕)

工場は合計4つの段階に分けて時間をかけて徐々に拡張された。
第1段階では工場は早くも1940年9月にIII号戦車の最初の修理作業を始めた。第2段階では、部品生産の納入注文が行われ、その過程でマクデブルク・ブッカウのクルップ・グルゾン社向けに5,400個の転輪が生産された。1941年末に完成した第3段階により、1942年にはIV号戦車の量産に加え、ポルシェティーガーの組立が開始した。1943年の最後の拡張では、生産能力が増強された。
規模の拡大に伴い、名称が当初の単数形から、複数形のニーベルンゲンヴェルケ（Nibelungenwerke）となった。
工場は合計9つの建屋で構成されていた。7つの鉄筋コンクリートの工場棟建屋は長さ120m、幅60mだった。他の2つの建屋は鋼を用いたトラス構造で、120m×120mの大きさだった。空襲後も生産を維持できるよう、工場内には電気、圧縮空気、暖房、水が地下のリンクシステムを通じて供給されていた。工場は2本の鉄道線路によって囲まれており、各建屋はそれぞれ個別に鉄道と接続していた。また、各建屋には独自のサイディングがあった。
管理区画も計画され、守衛所、駐車場、多目的ホールと社員食堂を備えた管理棟が含まれる予定で、管理棟のうち食堂の建物だけが印象的な寄棟屋根の細長い建物として建てられた。ここの計画は建築家ライムント・フォン・ドブルホフが手がけたもので、彼は工場棟の地味な建築様式とは一線を画すデザインを意図的に選んだ。
この計画には、ザンクト・ヴァレンティンにあるヘルツォグラートとランゲンハートの労働者居住集落2か所の造営も含まれていた<。

### 生産
4つの拡張の完了後、この工場は枢軸国最大の戦車工場となった。8,500両のIV号戦車のうち、4,786両がこの工場で生産され、さらに576両が自走砲に使用された。この工場はドイツの装甲車生産において、主組立ラインと副組立ラインを備えた、しっかりと構成された流れ作業の製造ラインを持つ唯一の工場だった。
それまでの「セル生産」が転換され、生産ラインは単純な構造の台車で構成され、それぞれの台車はロッドで結合され、ロープホイストで前進した。サイクルタイムは、ホイールサスペンションの4分間から、最終組み立ての数時間まで幅があった。必要な個々の部品の3分の1は本工場で内製されていた。この手法は部品が障害なく供給され、資材の配送が妨げられない物流管理に依存していたため、特に1944年の連合国軍の空襲以降、出荷の遅延が頻繁に発生した。
IV号戦車の生産に加えて、ポルシェティーガーの部材を利用してエレファント重駆逐戦車に改造した。1943年の最後の拡張後、IV号戦車の他に576門の自走砲(IV号突撃砲とIV号駆逐戦車)向け車台が生産された。1944年10月17日の激しい空襲の後、ほとんどすべての部品生産を外部に委託する必要があった。それにもかかわらず、1944年には3,125両のIV号戦車のうち、合計2,845両がこの工場で生産された。1944年末、ヤークトティーガーの生産が始まった。生産の転換は、クレーンやその他の生産設備が非常に特大だったため問題なく行われた。戦争末期には、パンター65両とティーガー65両が修理された。 1945年5月8日、スタンリー・エリック・ラインハート少将率いるアメリカ陸軍第65歩兵師団第259歩兵連隊が市内を占領した。彼らはまた、フランスとソビエトの戦争捕虜だけでなく、チェコ人強制労働者も保護した。 1945年5月9日にソビエト赤軍が工場を占領した後も、モスクワの勝利パレードにIV号戦車の一部を利用できるようにするために、小規模で生産が続けられた。

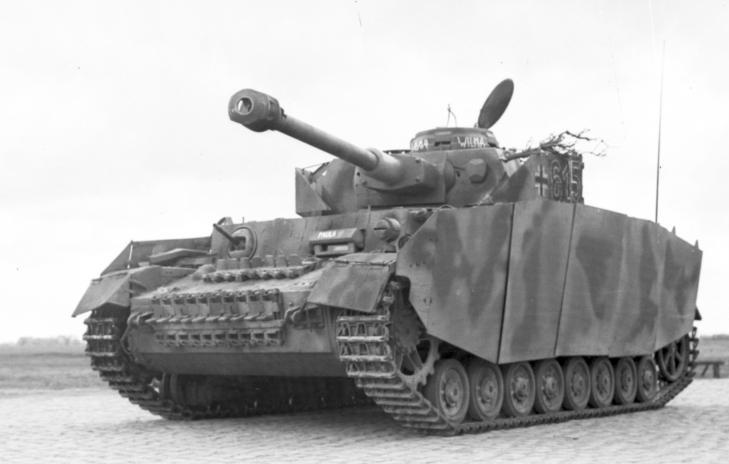
約8,500両のIV号戦車のうち、4,800両弱がニーベルンゲン工場で生産された。
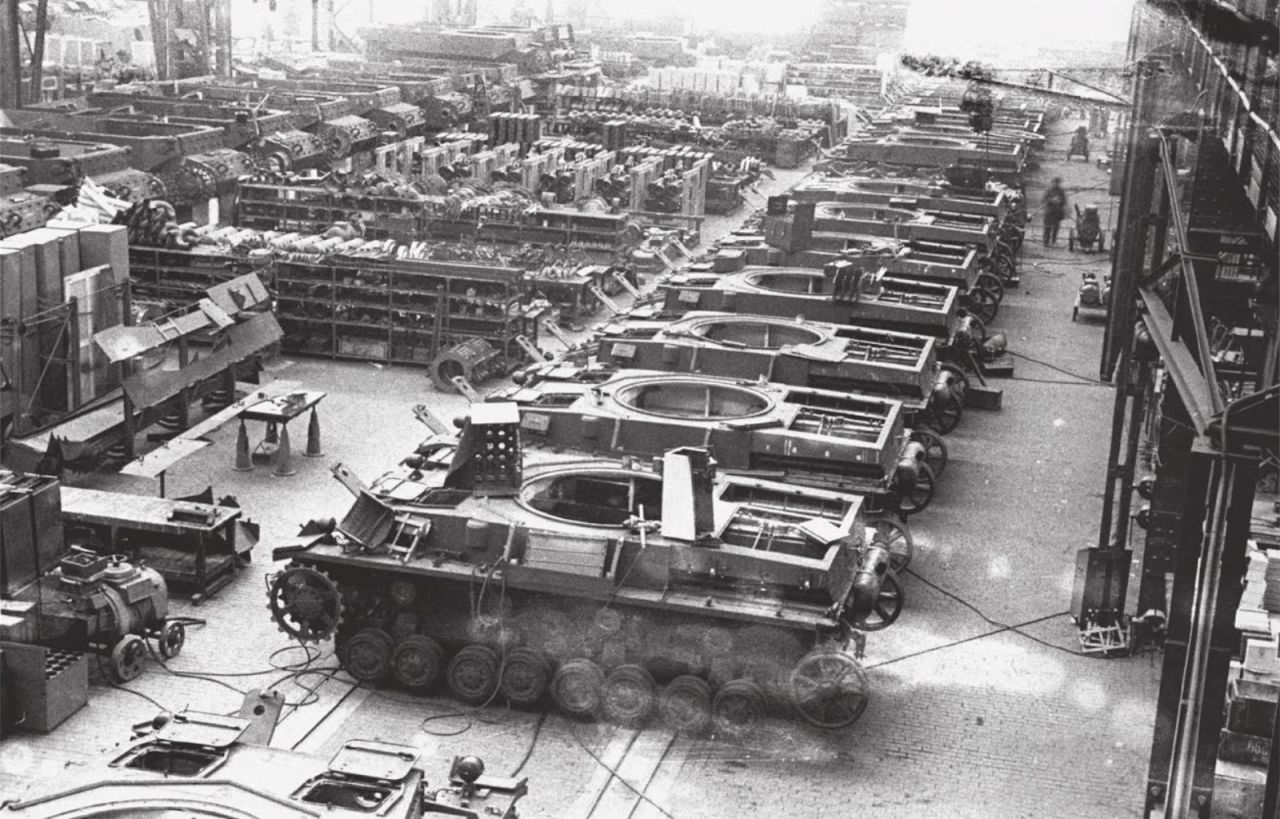
組立中のⅣ号戦車。左手にはフェルディナンド(エレファント)重駆逐戦車が見える。
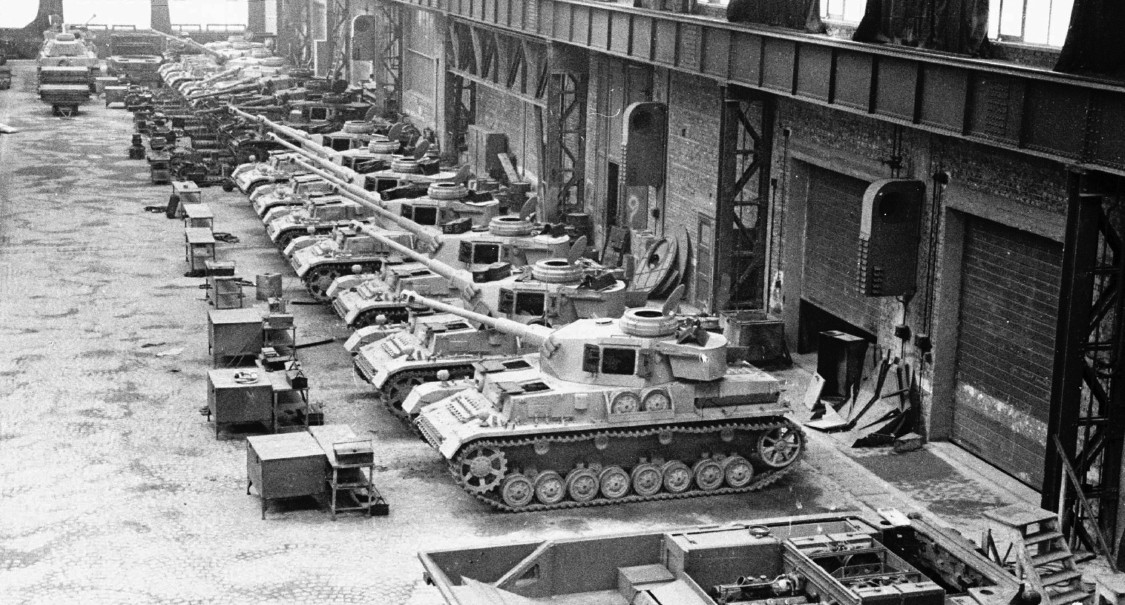
完成したⅣ号戦車が並べられている工場内。
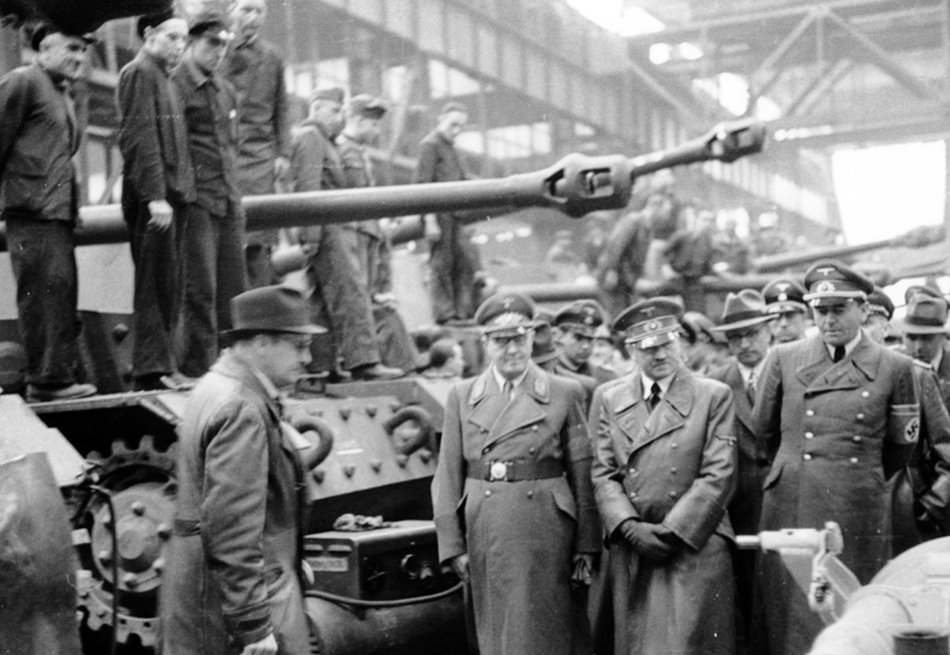
1943年4月4日、ヒトラーはシュペーア軍需大臣とともに、新型フェルディナント重駆逐戦車の組立ラインを訪問した。

### 労働力
1941年の晩秋には、従業員数は4,800人に達した。
労働力は主にオーストリア人で構成され、ドイツ人がそれに続いた。戦争の過程で、前線に召集された労働者は外国人捕虜と入れ替わった。人員の多い順に、フランス人、イタリア人、ギリシャ人、ユーゴスラビア人、ロシア人、そして強制収容所の囚人600人だった。1944年末には、約8,500人が働いていた。
熟練労働者の不足がますます深刻化し、外国人労働者を訓練・指導するためには長い期間が必要だったため、ますます重要性を増す外国人労働者に対して比較的広範な譲歩がなされた。収容所の売春宿の設置に加えて、特にフランスの熟練労働者は休暇を取ることを許可されたが、1944年6月の連合国軍のノルマンディー侵攻が成功した後は、多くのフランス人が母国に留まり戻らなかった。
1944年8月、マウトハウゼン強制収容所の分収容所が敷地内に建設され、1,500人の囚人が収容され、強制労働に使用された。

### 戦後
1955年のオーストリア国家条約締結後、オーストリア共和国が工場の管理を引き継いだ。1957年、工場は旧シュタイヤー・ダイムラー・プフに組み込まれた。1974年に、グループのトラクター生産全体がシュタイヤーからこの工場に移された。
かつての取引先だったオーパードナウ製鉄所は、現在オーストリアで最も重要な鉄鋼工場であり、フェストアルピーネに属している。
現在、旧ニーベルンゲン製作所と関連施設は、カナダの自動車サプライヤーグループマグナ・シュタイアが保有している。農業機械メーカーのCNHグローバルが工場を借りており、トラクターキャブの生産とサブアッセンブリーの最終組み立てに3つの建屋を使用している。事務管理棟と食堂は今も使われている。東側の建屋は、マグナ・シュタイアが小規模な自動車部品の製造に使用しており、かつての戦車試験場もマグナ・インターナショナルの管轄下になっている。